# Trolls et Légendes

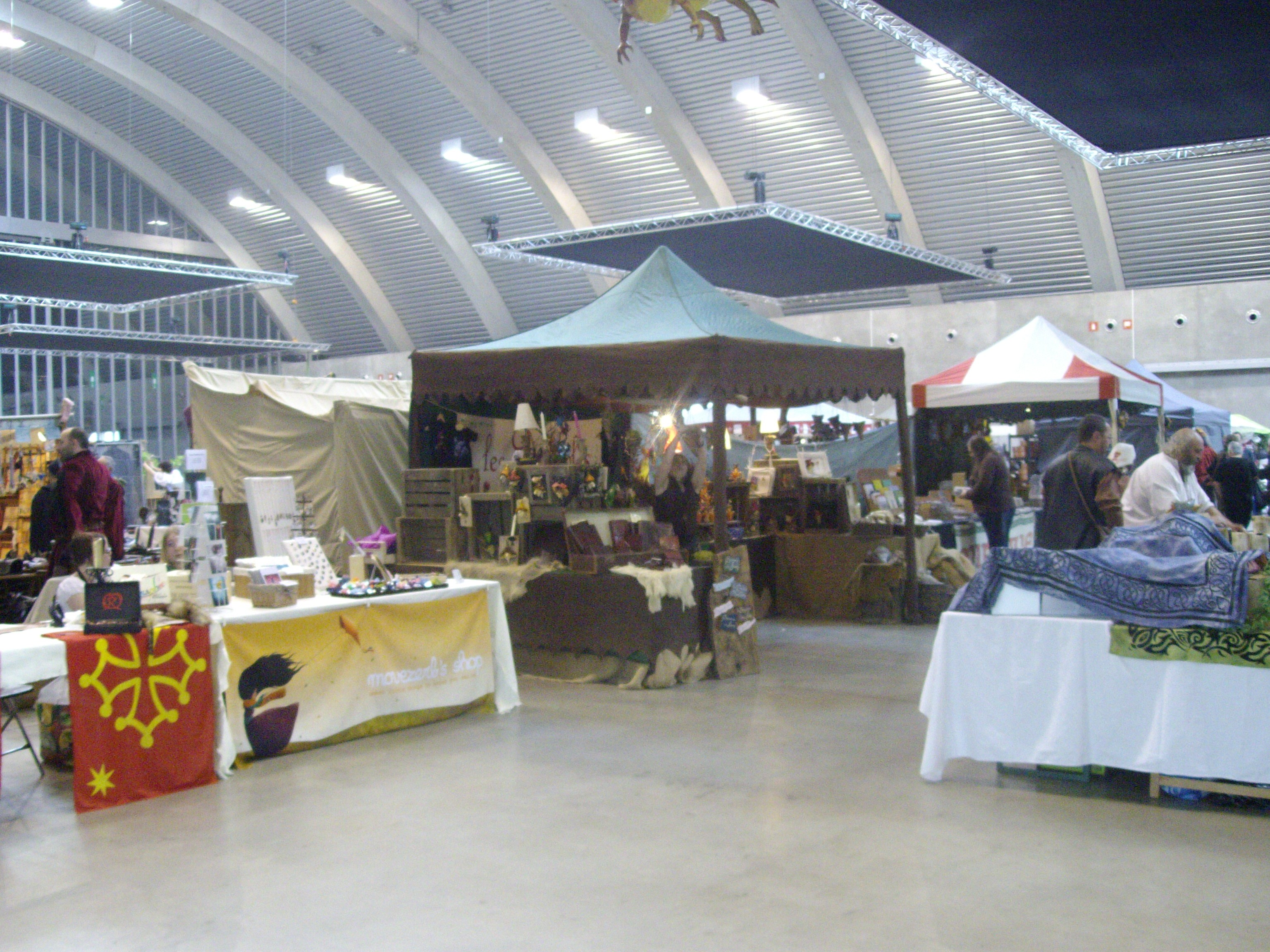
Des stands pendant l'édition 2011 du festival.

Trolls & Légendes est un festival de fantasy se tenant tous les ans au Mons Expo de Mons en Belgique. Créé en 2005 par l'association Anthêsis, Trolls & Légendes est l'un des premiers festivals du genre dans le monde francophone, abordant tous les aspects de la fantasy, en s'adressant tant aux connaisseurs qu'au public familial. L'événement propose un salon du livre, du jeu et de l'artisanat fantastique avec la présence d'auteurs, illustrateurs, éditeurs, créateurs, séances de dédicace, démonstrations et tournois de jeux de carte, de rôle et de plateau. C'est aussi une fête familiale avec des expositions, des projections et des animations tout au long du festival, groupes musicaux, comédiens, conteurs, magiciens, concours de déguisement pour grands et petits, chasse aux œufs de trolls, compagnies.

## Chronologie
La création du festival Trolls et Légendes de Mons est rendue possible en 2005 par celle de l'ASBL Anthêsis. Richard Ely explique dans une interview accordée au Soir la genèse du projet grâce à l'engouement autour du Seigneur des anneaux. Ce festival et son succès servent de déclencheur au développement d'autres festivals féeriques et fantasy en Belgique et en France comme le Printemps des Légendes à Monthermé, Cidre et Dragon (en Normandie) ou encore les Féeries du Bocage à Voulx.

### Édition 2005
Le festival s’est tenu pour la première fois en juin 2005 sur le thème du Seigneur des anneaux. John Howe, directeur artistique de la trilogie de Peter Jackson, en était l’invité d'honneur. Les concerts rassemblent les groupes Korrigan, Naheulbeuk, Madelgaire, Ange, Keltia, Elane, Omnia et Corvus Corax, dans la partie jeux Yannick Hennebo, Roland Scaron.

### Édition 2007
La seconde édition du festival s’est déroulée les 7 et 8 avril 2007. Plus de 13 000 visiteurs se sont rassemblés autour du thème des magiciens et sorciers. Illustrateur et directeur artistique du film Le Seigneur des anneaux, oscarisé pour Le Retour du roi, Alan Lee a honoré le festival de sa présence. Concerts : Corvus Corax, Faun, Les Légendes du Temps, Omnia, Soysoy, The Moon and the Nightspirit, et Urban Trad, Naheulband.
Les auteurs invités étaient Stan Nicholls, Laurent Genefort, Édouard Brasey, Claire Panier-Alix, Mélanie Fazi, Denis Labbé, Sire Cedric, Paul-Jean Hérault, Philippe Ward, Sylvie Miller, John Lang (écrivain), Laurent Whale, Simon Sanahujas, Franck Guilbert, Olivier Bidchiren, Michel Rozenberg, Guillaume Van Meerbeeck, Alain Le Bussy, Rose Berryl, Philippe Halvick, Véronique Bacci, Damian Eicker, Muriel H. Essling, Michelle Huenaerts, Sandrine Gestin, Martine Fassier, Hervé Gourdet, Godo, Jean-Luc Blary, Jean-Pierre Croquet, Gabriel Féraud, Pierre Gévart, David Gibert, Antoine Guillemain, Jess Kaan, Fabrice Nicolas, Ketty Steward.
Les auteurs de bande dessinée invités étaient Jérôme Lereculey, Marion Poinsot, Pierre Dubois, René Hausman, Jean-Claude Servais, Yves Swolfs, Bosse, Olivier Brazao, Xavier Fourquemin, Frédéric Genêt, Béatrice Tillier, Christian Verhaeghe, Didier Poli, Steven Dupré, Mauricet, Christian Darasse, François Tasiaux.
Des expositions de Michel Borderie, Krystal Camprubi, Jérôme Cervera, Martine Fassier, Valérie Frances, Laurence Peguy, Agnes Thot, Fabiola Irina Vargas, Helcanen étaient visibles.
Le festival a accueilli la 2e Fantastique.convention des jeux: Roland Scaron, Patrick Laterrot, Guillaume Gourvil, Laurent Pouchain, Yannick Hennebo ainsi qu'un festival de courts-métrages fantastique, projections d'animes. Invité : David Sterne c'est à partir de cette année qu'a été créée le premier concours de peinture et de sculpture : Le Troll d'Or.

### Édition 2009
En avril 2009, pour sa troisième édition, Trolls & Légendes a accueilli plus de 16 000 visiteurs, dont 6 700 pour les concerts.[réf. nécessaire]
Le festival était cette fois plongé dans l’univers de la féerie. Les invités d'honneur de cette édition étaient Brian & Wendy Froud. Les concerts ont reçu Cécile Corbel, Ceilì Moss, Daemonia Nymphe, Louisa John-Krol, Naheulband, Belyscendre, Maigh Tuireadh, Nehl Aëlin, Omnia, Qntal, Woodland.
En littérature, les invités étaient : 
Frédérique Badoux, Samantha Bailly, Jeff Baud, Rose Berryl, Édouard Brasey, Alain le Bussy, Sire Cédric, Nicolas Cluzeau, Louise Cooper, Nathalie Dau, Thomas Day, Chris Debien, Pierre Dubois, Catherine Dufour, Cécile Duquenne, Laure Eslère, Mélanie Fazi, Gabriel Féraud, Alexis Flamand, Audrey Françaix, Pascal Françaix, Alain Galindo, Nathalie Le Gendre, Laurent Genefort, Sandrine Gestin, Pierre Grimbert, Anne Guéro (Ange), Céline Guillaume, Emmanuel Guillot, Corinne Guitteaud, Philippe Halvick, Jess Kaan, Edouard Kloczko, Denis Labbé, John Lang, Thomas Lavachery, Marianne Leconte, Adriana Lorusso, Mestr Tom, Stan Nicholls, James Owen, Claire Panier-Alix, Pierre Pevel, André-François Ruaud, Tsaag Valren, Guillaume Van Meerbeeck, Roland Vartogue.
Cinéma : projections de Dark Crystal, Labyrinthe, et de courts métrages.
Exposition : Sabine Adélaïde, Brian Froud, Wendy Froud, Lady Ghostington, Epie, Laura David, Valérie Frances, Martine Fassier, Véronik Gendarme, Sandrine Gestin, Joot, Cécile Lensen, Laurence Peguy, le prix jeux du festival est allé à Kraken Editions pour Alkemy.
Convention de jeux : les sculpteurs de figurines Gael Goumon, Jérémie Bonamant Teboul, Yannick Hennebo les auteurs de jeux Xavier Georges, Stéphane Gallay, Arnaud Cuidet - (la 4e fantastique.convention des jeux).

### Édition 2011
En avril 2011, l'édition du festival était placée sous le thème des Dragons. Pas moins de 18 500 festivaliers (dont 7 500 pour les concerts) se sont déplacés. L'invitée d'honneur de cette édition était Robin Hobb.
Concerts : 
Naheulband, Dunkelschön, Borrachoz, Mediæval Bæbes, Faun, L'Effet Défée, IlianA, Corvus Corax, Monica Richards, Keltia et Seventh Harmonic.
Littérature : Robin Hobb, Richard Morgan, Ange (Anne et Gérard Guéro), Ayerdhal, Paul Béorn, Charlotte Bousquet, Bruno Brucéro, Krystal Camprubi, Sire Cédric, Nadia Coste, Chris Debien, Marie-Charlotte Delmas, Gilles Francescano, Sandrine Gestin, Édouard Kloczko, Pascal Lamour, John Lang, Nathalie Le Gendre, Xavier Mauméjean, Justine Niogret, Pierre Pevel, Michel Robert, André-François Ruaud, Brice Tarvel et Erik Wietzel. D'autres auteurs étaient présents sur le stand de leur éditeur.
Bande-dessinée : Alexe, Mohamed Aouamri, Baloo, Élian Black'mor, Mu Blondeau, Fabio Bono, Bosse, Olivier Brazao, Christian Darasse, Pierre Dubois, Steven Dupré, Philippe Foerster, Xavier Fourmequin, Guilhem, Vincent Joubert, Chris Lamquet, Gwendal Lemercier, Jérôme Lereculey, Looky, Carine-M, Florence Magnin, Manboou, Laurent Miny, Martine Muller, Christophe Picaud, Laurent Sieurac, Yves Swolfs, Béatrice Tillier.
Jeux : Stéphane Gallay (CH), Gael Goumon (FR), Sébastien Dujardin (BE), Eric Hanuise (BE), Olivier Grégoire (BE), Éric Nieudan (FR), Yannick Hennebo (FR), Laurent Exposito Mas (BE).
Le prix jeux 2011 a été attribué à l'association le Grimoire .
Cinéma : Christian Bujeau.
Exposition : Bruno Brucéro, Jim Colorex, Gilles Francescano, Valérie Frances, Jonathan Hartert, Laurent Miny, James Neely, Russ Nicholson, Monica Richards, Bernie Wrightson.

### Édition 2013
La cinquième édition du festival s'est tenue les 29, 30 et 31 mars 2013. 22 500 visiteurs se sont déplacés pour festoyer sous le thème des Semi-hommes[réf. nécessaire]. Les invités d'honneur étaient Ted Nasmith et David T. Wenzel, qui ont tous deux illustré, entre autres, le Hobbit, de JRR Tolkien…
Concerts : Naheulbeuk, Haggard, Saltatio Mortis, Tator, Daemonia Nymphe, Stille Volk, La Horde, Rastaban, Dark Poem, Folk Noir, Asynje.
Littérature : Wayne Reynolds, Ben Aaronovitch, Pierre Bordage, Bruno Brucero, Marie Caillet, Morgane Caussarieu, Mathieu Coudray, Nathalie Dau, Estelle Faye, Mathieu Gaborit, Marika Gallman, Sandrine Gestin, Claudine Glot, Edouard Kloczko, John Lang, Emmanuelle Nuncq, Cassandra O'Donnell, Olivier Peru, Pierre Pevel, Michel Robert, Simon Sanahujas, Magali Ségura, Adrien Tomas.
Auteurs : Cassandre F. Amaranthe, Tony Beaufils, Cécilia Correia, Nathalie Dau, Alain Delbe, Virginie Didier, Viviane Etrivert, Marie Fontaine, Valérie Frances, Pierre-Arnaud Francioso, Mathieu Guibé, Céline Guillaume, Cécile Guillot, Philippe Halvick, Sophie Jomain, Gabriel Katz, Denis Labbé, Frédéric Livyns, Hervé Mineur, Laurent Peyronnet, Feldrik Rivat, Valérie Simon, Claire Wallaert, Emilie Witwicki-Barbet.
Illustrateurs : Elena Albanese, Olivier Bernard, Sarah Bertagna, Ludovic Blay, Krystal Camprubi, Loïc Canavaggia, Capia, Charline, Isabelle Chatel-Merlier, Xavier Collette (Coliandre), Jim Colorex, Mathieu Coudray, Alexandre Dainche, Julien Delanssays, Mélanie Delon, Christophe Duflot - Mage Blanc, Elodie Dumoulin, Esthérelia, Martine Fassier, Jérémie Fleury, Julie Fouret, Delphine Gache, Ludivine Glon, Godo, Hervé Gourdet, Alexandre Honoré, Christophe Hoyas, Rodolphe Hoyas, Luigi Intorcia, Amandine Labarre, Hélène Larbaight, Cécile Lensen, David P., Laurence Péguy, François Plisson, Rozenn, Arnaud Stouffs, Pat Thiébaut, Carole Thivolle (Nephyla), Marie-Laurence Versini, Magali Villeneuve, Paul Yperman, Maryline Weyl.
Exposition : Ted Nasmith, Krystal Camprubi, Xavier Collette, Mélanie Delon, Esthérelia, Martine Fassier, Jérémie Fleury, Valérie Frances, Cécile Lensen, Pascal Moguérou, David Pellet, Pascal Quidault, Rozenn, Carole Thivolle (Nephyla).
La 8e Fantastique Convention des jeux a accueilli jeux de rôle, jeux de cartes, jeux de plateaux, tournois… avec Russ Nicholson, Jonathan Hartert "Cian", Stéphane Gallay, Éric Nieudan, François Marcela-Froideval, Quentin Forestier, Elise "Eilléa Ticemon Femelle" et Sébastien Grougna Eilléa Mâle, le groupe Synapses.
Cinéma : Festival de courts-métrages, Prix « LeFantastique », Projections d'animes. Invités : Noob.

### Édition 2015
La sixième édition du festival a eu lieu les 3, 4 et 5 avril 2015.                                               
Concerts : Naheulbeuk, Feuerschwanz, La Horde, Eluveitie, Tanzwut, Huldre, Nook Karavan, Corvus Corax, Rastaban, Cuélebre, Cesair.                               
Littérature : Trudi Canavan, Robin Hobb, Yal Ayerdhal, Samantha Bailly, Karim Berrouka, Bruno Brucero, Morgane Caussarieu, Fabien Clavel, Alexandre Dainche, Sara Doke, Jean-Claude Dunyach, Estelle Faye, Fabien Fernandez, Gilles Francescano, Sandrine Gestin, Claudine Glot, Céline Guillaume, Gabriel Katz, John Lang, Hélène Larbaigt, Jean-Luc Marcastel, Patrick Mc Spare, Arthur Morgan, Cassandra O'Donnell, Marie Pavlenko, Olivier Peru, Pierre Pevel, Séverine Pineaux, Stefan Platteau, Michel Robert, Antoine Rouaud, Alice Scarling, Magali Ségura, Sire Cedric, Adrien Tomas, Cindy Van Wilder, Magali Villeneuve.
Stand édition : Émilie Ansciaux, Thomas Bauduret, Jean-Sébastien Blanck, Anthony Boulanger, Geoffrey Claustriaux, Sophie Dabat, Nathalie Dau, Nicolas Debandt, Doris Facciolo, Valérie Frances, Pierre-Arnaud Francioso, Remy Garcia, Valentin Gatel/Menerahn, Margot Aguerre, Sofee L. Grey, Mathieu Guibé, Cécile Guillot, Corinne Guitteaud, Eric Callens, Denis Labbé, Onirina Lanto, Jibé Leblanc, Frédéric Livyns, Alexis Lorens, Hervé Mineur, Sébastien Péguin, Laurent Peyronnet, Arnaud Prieur, Laëtitia Reynders, Feldrik Rivat, Sandrine Rocchia, Leïla Rogon, Louise Roullier, Bérengère Rousseau, Virginia Schilli, Valérie Simon, Claire Wallaert, Isabelle Wenta, Gaëlle Kempeneers, Manon Elisabeth, Didier de Vaujany, Diana Callico, Vanessa Callico, Fabien Cerutti, Christophe Collins, Vanessa Dubaniewicz, Philippe Halvick, Jess Kaan, Nabil Ouali, Luc Van Lerberghe.
Illustrateurs : Natacha Bailly, Olivier Bernard, Sarah Bertagna, Michel Borderie, Krystal Camprubi, Loïc Canavaggia, Charline, Thibault Colon de Franciosi, Jim Colorex, Mathieu Coudray, Christophe Dougnac Krystoforos, Christophe Duflot, Élodie Dumoulin, David Canion, Ludivine Glon, Godo, Priscilla Grédé, Luigi Intorcia, Vincent Joubert, Lillye la Faune, Pierron le Hobbit, Laurent Miny, David P., Laurence Péguy, François Plisson, Pascal Quidault, Fleurine Rétoré, Jimmy Rogon, Martine Fassier, Julie Fouret, Maryline Weyl, Jean-Mathias Xavier, Paul Yperman, Kevin Brémieux, Philippe Sombreval, Mathilde Marlot/Sorsha.
Exposition : Brucero, Capia, Jonathan "Cian" Hartert, Alexandre Dainche, Christophe Duflot - Mage Blanc, Valérie Frances, Sandrine Gestin, Olivier Ledroit, Séverine Pineaux, Magali Villeneuve.
Jeux : les auteurs Benoît Miclotte, Éric Nieudan, Quentin Forestier et les sculpteurs et/ou peintres Mohamed Ait-Medhi, Yannick Hennebo.

### Édition 2017
La septième édition du festival a eu lieu les 14, 15 et 16 avril 2017. 
Le festival était sous le thème des légendes nordiques. Plus de 27 000 festivaliers ont participé à cette édition 2017.
Les invités d'honneur en 2017 étaient : Adrian Smith (Jeu - Exposition), Fiona McIntosh (littérature), Wardruna et Korpiklaani (musique), Christophe Arleston et Jean-Luc Istin (bande dessinée).
Concerts : Naheulband (fr), Magoyond (fr), The Dolmen (uk), Korpiklaani (fi), Rastaban Replugged (b), Skeptical Minds (b), Ithilien (b), Wardruna (no), Acus Vacuum (b), Karolina Pacan (pl), Hano-ah (b).
Littérature : Fiona McIntosh (uk), Thomas Andrew (f), Sébastien Bernadotte (sw), Pierre Bordage (f), Bruno Brucero (f), Georgia Caldera (f), Krystal Camprubi (f), Christelle Dabos (f), Franck Dive (f), Sara Doke (b), Manon Fargetton (f), Estelle Faye (f), Olivier Gay (f), Claudine Glot (f), Regis Goddyn (f), Didier Graffet (f), Gabriel Katz (f), Hélène Larbaigt (f), Jean-Luc Marcastel (f), Patrick Mc Spare (f), Cassandra O'Donnell (f), Pierre Pevel (f), Séverine Pineaux (f), Stefan Platteau (b), Laetitia Reynders (b), Michel Robert (f), Carina Rozenfeld (f), Sire Cedric (f), Damien Snyers (b), Cindy Van Wilder (b), Aurélie Wellenstein (f), Jean-Mathias Xavier (f).
Stands auteurs : Aguerre Margot, Ansciaux Emilie, Anthelme Hauchecorne, Ariel Holzl, Basseterre Luce, Berrouka Karim, Blanck Jean-Sébastien, Bouet Cédric Michel, L.A Braun, Brenet Francis Jr, Bricard Ariane, Callens Eric, Callico Vanessa, Chevallier-Maho Anne, Christine Luce, Geoffrey Claustriaux, Christophe Collins, Czilinder Frédéric, Dau Nathalie, De Vaujany Didier, Del Socorro Jean-Laurent, Delphine Schimtz, Ducout Alicia, Frances Valérie, Francsioso Pierre-Arnaud, Frété Valentin, Gillet Justine, Ginestet Sylvie, Guibé Mathieu, Guillaume Céline, Hirt Julien, J.Deroy Callie, J.Owens Shirley, K.Sangil, Kaan Jess, Kempeneers Gaëlle, Kindraich Anne-Sophie, L.S Ange, Labbé Denis, Leblanc JB, Rocchia-Lebreton Sandrine, Livyns Frédéric, Lourit Franck, Martial Grisé, Meyer Isabelle, Mineur Hervé, Nathy, Nuncq Emmanuelle, Paul Demoulin alias Southeast Jones, Pepin Maryse, Peyronnet Laurent, Pierre Brulhet, Rébillat Jean, Céline Reinert-Thomas, Rivat Feldrik, Riverlake William, Romain Delplancq, Rousseau Bérengère, Roznarho, Theys Catherine, Theys Jean-Luc-Phillipp, Tollum James, Tomas Adrien, Vagner Estelle, Vigne Jean, Wallaert Claire.
Illustrateurs : Bernard Olivier, Bertagna Sarah, Blay Ludivic, Borderie Michel, Bousmar Jonathan, Brémieux Kévin, Chloé C., Canavaggia Loïc, Capia, Carron-Cabaret Jérôme, Charline, Chrystème Lim, Colorex Jim, Coudray Mathieu, Dragon Planète, Dumoulin Elodie alias Lodgraph, Fassier Martine alias Martinefa, Fleurine Rétoré, Fryc Cassandre alias Zellgarm, Glon Ludivine alias Antera, Godo, Grédé Priscilla, Intorcia Luigi, Libbrecht Xavier alias Ixel Ixel, Marlot Mathilde alias Sorsha, Miny Laurent, David Peeters alias David P., Péguy Laurence, Pierron Le Hobbit, Poncelet Alain, Pyel, Reniers Valérie, Aurélie Rhumeur, Tarumbana Stacy, Venturini Marie alias Plume de Louve, Vialar Sandrine alias Sapphir Arrow, Weyl Maryline, Yperman Paul.
Expositions : Adrian Smith (uk), Didier Graffet (f), Loïc Canavaggia (f), Charline (f), Chloé C. (F), Mathieu Coudray (f), Donjons & Dragons - Bosse & Darasse (b & f), Martine Fassier alias Martinefa (f), Valérie Frances (b), Mathilde Marlot (F), Florent Maudoux (f), Laurent Miny (F), Loïc Muzy (f), Naragam - Mike (f), Alice Picard (f), Alain Poncelet (b), Pascal Quidault (f), Valérie Renier (b), Olivier Trocklé (f), Jean-Noël Vulcain (F).
Cinéma : Clive Standen (uk), Matthew Lewis (uk), Alexander Vlahos (uk).
Jeux : les illustrateurs Adrian Smith, Pascal Quidault, Laurent Miny, les auteurs François Marcela-Froideval, Roland Scaron, Éric Nieudan, Antoine Boegli, Bastien Wauthoz, Steve Goffaux  les sculpteurs et/ou peintres de figurines Yannick Hennebo, Rémy Tremblay, Christophe Bauer, Patrick Masson.

### Édition 2019
La huitième édition du festival a eu lieu les 19, 20 et 21 avril 2019.
Le festival était sous le thème de la mythologie. Plus de 27 000 festivaliers ont participé à cette édition 2019.
Les invités d'honneur en 2019 étaient : Natalia Tena (Cinéma), Kevin Sorbo (Cinéma), Ted Naifeh (BD), Graham Masterton (Littérature) et Paul Bonner (Exposition et Jeux).
Concerts : La Maisnie Hellequin (BE), Ball Noir (NL), Magoyond (FR), Naheulband (FR), John L (BE), Moran Magal (IL - DE), Shakra (CH), Finntroll (FI), Bugul Noz (BE), Boisson Divine (FR), Celkilt (FR), Saltatio Mortis (DE).
Littérature, BD & Illustrateurs : Graham Masterton (UK), Ted Naifeh (USA), Benoit Bertrand (F), Olivier Boiscommun (F), David Boriau (B), Vincent Brugeas (F), Julien Carette (F), Pierre-Mony Chan (F), Fabien Dalmasso (F), Nicolas Demare (F), Steven Dhondt (B), Dollphane (F), Benoît Ers (B), Gije (F), Sebastien Grenier (F), Helene V. (F), Jean-Luc Istin (F), Bojan Kovacevic (SRB), Olivier Ledroit (F), Gwendal Lemercier (F), Jerome Lereculey (F), Corentin Longrée (B), Giovanni Lorusso (I), Florent Maudoux (F), Nora Moretti (I), Davy Mourier (F), OTO-SAN (F), Alice Picard (F), Jean-Charles Poupard (F), RUN (F) , Zivorad Radivojevic (SE),  Yohan Sacré (B), Roman Surzhenko (RU), David Tako (F), Pierre Taranzano (F), THEO (I), Ronan Toulhoat (F), Fred Vignaux (F), Michel Weyland (B), R.J. Barker (UK), Bradley Beaulieu (US), Karim Berrouka (F), Chloe Bertrand (F), Pierre Bordage (F), Bruno Brucero (F), Georgia Caldera (F), Krystal Camprubi (F), Geoffrey Claustriaux (B), Nadia Coste (F), Nathalie Dau (F), Thomas Day (F), Patrick K.Dewdney (UK), Peter A. Flannery (SCO), Victor Fleury (F), Claudine Glot (F), Johan Heliot (F), Gabriel Katz (F), Helene Larbaigt (F), Jean-Luc Marcastel (F), Cassandra O’donnell (F), Pierre Pevel (F), Séverine Pineaux (F), Stefan Platteau (B), Lawrence Rasson (F), Michel Robert (F), Cedric Sire (F), Floriane Soulas (F), Rodolphe Vanhoorde (F), Aurelie Wellenstein (F), Jean-Mathias Xavier (F).
Expositions : Virginie Ropars – SCULPTURE (F), Paul Bonner – Illustration & Jeux (UK), JULIEN Segur - PEINTURE & Illustration (F), De La Table De Dessin A La Table De Jeu – SCULPTURE, Stan Manoukian - Illustration & BD (F), Olivier Villoingt - SCULPTURE (F) , Bosse - Peinture (B), RUN -BD (F), Jean Linnhoff - GRAFFITI & Illustration (F), Hélène Larbaigt - Illustration (F), Alice Dufeu - Illustration (F), Guillaume Tavernier - Illustration & BD (F), Erlé Ferronnière - PEINTURE & Illustration (F), Adeline Martin- Illustration (F), Carine-M et Elian Black’mor - ATELIER ARSENIC (F), MARTINEFA - Illustration (F), Pascal Izac - Illustration (F), Aoulad - Illustration (B), Lycoris - Illustration (B).
Cinéma : Natalia Tena (UK), Kevin Sorbo (USA), Donald Reignoux (FR), Dorothée Pousséo (FR).
Jeux : auteurs de jeux François Marcela-Froideval (FR), Roland Scaron (FR), Christophe Tirodem (FR), Bastien Wauthoz (BE), Éric Nieudan (FR), Julien Blondel (FR), Stéphane Gallay (CH), Antoine Boegli (CH)  illustrateurs Adrian Smith (GB), Pascal Quidault (FR), Paul Bonner (GB), Mathilde Marlot (FR), Laurent Minny (FR), Julien Delval (FR), Guillaume Tavernier (FR), Thierry Ségur (FR), Stephanie Böhm les sculpteurs et/ou peintres Yannick Hennebo (FR), Christophe Bauer (FR), Patrick Masson (FR), Gael Goumon (FR), Gautier Giroud (FR), Rémy Tremblay (FR).
Le prix jeux 2019 a été décerné à Didier Guiserix.

### Édition 2021
La neuvième édition du festival Trolls & Légendes, initialement prévue les 2, 3 et 4 avril 2021, a été repoussée au 15, 16 et 17 octobre 2021 en raison de la pandémie de Covid-19.

### Édition 2022
La neuvième édition a eu lieu les 15, 16 et 17 avril 2022.
Jeux : auteurs François Marcela-Froideval, Didier Guiserix, Philippe Tessier, Maximilien et la Moitié, Ghislain Morel,  Frédéric Ghesquière, Julien Pirou, Aoulad Messoud, Antoine Boegli, Stéphane Gallay, Julien Blondel, François Romain, Bastien Wauthoz, Éric Nieudan, Quentin Forestier, Nathan Colot, David Flies, Florent Moragas, les illustrateurs Mathilde Marlot, Laurent Miny, Johann Bodin, Paul Bonner, les sculpteurs et les peintres de figurines de jeu Gael Goumon, Thierry Masson, Christophe Bauer, Didier Fancagne, Patrick Masson, Stéphane Nguyen Van Gioi.
Le prix jeux 2022 a été attribué à Paul Bonner.